# Stanberry
La ville de Stanberry est située dans le comté de Gentry, dans l’État du Missouri, aux États-Unis. Sa population s’élevait à 1 185 habitants lors du recensement de 2010, estimée à 1 181 habitants en 2016.

## Source
- (en) Cet article est partiellement ou en totalité issu de l’article de Wikipédia en anglais intitulé « Stanberry, Missouri » (voir la liste des auteurs).